# 1382년

## 연호
- 명(明) 홍무(洪武) 15년
- 북원(北元) 천원(天元) 4년
- 일본(日本) 남조(南朝) 고와(弘和) 2년
- 일본(日本) 북조(北朝) 에이토쿠(永徳) 2년
- 쩐 왕조(陳朝) 쓰엉푸(昌符) 6년

## 기년
- 명(明) 태조 홍무제(太祖 洪武帝) 15년
- 북원(北元) 천원제(天元帝) 4년
- 고려(高麗) 우왕(禑王) 8년
- 쩐 왕조(陳朝) 영덕왕(靈德王) 6년

## 탄생
- 덴마크, 스웨덴, 노르웨이의 공동왕 에리크.
- 태조의 8남 의안대군. (~1398년)